# Charlotte Mercier
Pour les articles homonymes, voir Mercier.
Charlotte Mercier, fille du portraitiste Philipp Mercier (1691-1760 ; née en 1738 et morte en 1762) était une peintre française également portraitiste. On sait peu de choses de sa vie. Deux de ses œuvres sont présentées au National Museum of Women in the Arts à Washington : Madeleine Marie Agathe Renée de la Bigotière de Perchambault et Olivier-Joseph Le Gonidec, deux pastels de 1757. Son tableau Miss playing with Cup and Ball. se trouve à la National Portrait Gallery de Londres.